# Кубанка (приток Кизилки)
Кубанка — река в России, протекает в Пригородном и Ардонском районах республики Северная Осетия-Алания. Длина реки составляет 11 км, площадь водосборного бассейна 159 км².
Начинается при слиянии рек Солёная и Майрамадаг восточнее села Фиагдон. Течёт в северо-западном направлении по восточной окраине села Нарт. Устье реки находится в 8,1 км по левому берегу реки Кизилка на высоте 444,3 метра над уровнем моря. Ширина реки вблизи истока — 12 метров, у Нарта — 10 метров; глубина — 0,3 метра, скорость течения воды — 1 м/с.

## Данные водного реестра
По данным государственного водного реестра России относится к Западно-Каспийскому бассейновому округу, водохозяйственный участок реки — Ардон. Речной бассейн реки — реки бассейна Каспийского моря междуречья Терека и Волги.
Код объекта в государственном водном реестре — 07020000112108200003436.